# ルイ3世 (コンデ公)
ルイ3世・ド・ブルボン＝コンデ（Louis III de Bourbon-Condé, 1668年11月10日 - 1710年3月4日）は、フランスの貴族。コンデ公。公位を継承してわずか1年で死去したため、一生のほとんどを2番目の称号ブルボン公（duc de Bourbon）で呼ばれた。他にモンモランシー公（duc de Montmorency）、アンギャン公（duc d'Enghien）、ギーズ公（Duc de Guise）の称号も保持していた。

## 生涯
コンデ公アンリ3世と妃アンヌ・ド・バヴィエールの次男として、パリのオテル・ド・コンデで誕生した。大同盟戦争ではリュクサンブール公フランソワ・アンリ・ド・モンモランシーの軍に属してスペイン領ネーデルラント戦線へ向かい、従叔父で姉マリー・テレーズの夫でもあるコンティ公フランソワ・ルイと共に1692年のステーンケルケの戦い、1693年のネールウィンデンの戦いに参戦した。
当時の社会では、王朝の熟慮で多くの政策が行われていたが、同じ一族内の決定についてはそうではなかった。強力なブルボン＝コンデ家と、王の血を引く庶出の娘との結婚が、ルイ14世がその眉を上げるが如くにあっさりと決められたのである。しかし、祖父でコンデ家の長老ルイ2世は、かつてルイ14世に対抗してフロンドの乱で反乱軍側についたという負い目があり、そのことが老いたる彼の頭の中を占めるようになっていたが、彼の孫ルイに王の庶子ルイーズ・フランソワーズが降嫁するのはコンデ家への厚遇であり、ルイ2世に対するものではなかった。
コンデ家からは、多くの身体的・精神的に障害を持つ子孫が出ていたが、ルイ3世も例外ではなかった。彼は身長が5フィート半（168cm）しかなく、身長が低いといわれていた。事実、姉妹は「王室人形」あるいは「小さな黒いカブトムシ」と揶揄されるほど華奢で知られており、猫背でもあった。ルイは不格好なほど頭部が大きかった。加えて、肌の色は黄みがかったオレンジ色をしていたという。また、当時としては最高の教育を受けながら知性的な人物ではなかった（全く知性がないというわけではないが）。
ルイ3世がコンデ公でいられたのはわずか1年足らずであった。父や祖父のように、死亡時には回復の見込みのない精神錯乱状態にあった。実際に死去するまでの数年間、狂気の世界にいたのである。「ひどい顔をしている」と歴史家に記されたルイは、42歳の若さで亡くなった。

## 子女
- マリー・アンヌ・ガブリエル・エレオノール（1690年 - 1766年）
- ルイ4世アンリ（1692年 - 1740年） - ブルボン公、コンデ公。ルイ15世時代に首相となる。
- ルイーズ・エリザベート（1693年 - 1775年）
- ルイーズ・アンヌ（1695年 - 1758年）
- マリー・アンヌ（1697年 - 1741年）
- シャルル（1700年 - 1760年）- シャロレー伯
- アンリエット・ルイーズ（1703年 - 1772年）
- エリザベート・アレクサンドリーヌ（1705年 - 1765年）
- ルイ（1709年 - 1771年） - クレルモン伯